# Heliconia paka
Heliconia paka là một loài thực vật có hoa trong họ Heliconiaceae. Loài này được A.C.Sm. mô tả khoa học đầu tiên năm 1967.